# Набег русов на Бердаа
Набег русов на Бердаа — захват русами города Бердаа в 943 или 944 году.
Бердаа — арабское наименование города Барда, бывшей столицы средневекового государства Кавказская Албания, расположенного в междуречье Куры и Аракса на территории современного Азербайджана. В раннем средневековье жители Партава (армянское наименование Бердаа), албаны, приняли христианство, но после арабского завоевания к X веку часть населения перешла в ислам. Бердаа считался одним из самых богатых торговых городов того времени в прикаспийском регионе и находился под властью эмирата Саджидов с центром в Тебризе (Иранский Азербайджан), захваченного незадолго до того дейлемским правителем Марзубаном ибн Мухаммедом.

## Предыстория похода
Набегу русов на Бердаа предшествовало столкновение русов с хазарами в Причерноморье, описанное в так называемом Кембриджском документе (письмо хазарского еврея). Примерно около 939 года некий русский правитель H-l-g-w (Хелгу, вероятно Олег), подкупленный Византией, захватил хазарскую крепость Самкерц на берегу Керченского пролива. Хазарский полководец Песах освободил город и в отместку напал на византийские владения в Крыму, захватив три города и осадив Херсонес Таврический. Затем он нанёс поражение Хелгу. Если верить хазарской интерпретации, Песах принудил Русь пойти войной на Константинополь. Из-за неудачи 4-месячного похода (русский флот был сожжён греческим огнём) Хелгу будто бы устыдился возвращаться в свою страну и с дружиной отправился в набег на Персию, где и погиб, согласно хазарскому источнику.
Набег на Византию по описанию довольно точно совпадает с неудачным походом Игоря Рюриковича в 941 году. Вопрос, с кем следует идентифицировать Хелгу (князь Игорь, Олег Моравский или некий воевода Игоря по имени Олег) является дискуссионным. Поход на Бердаа подробно изложен восточными авторами по следам свежих событий, хотя это событие осталось незамеченным в древнерусских летописях.

## Захват Бердаа
Арабский писатель Ибн Мискавейх (начало XI века) определяет дату похода в 943/944 году, а сирийский историк XIII века Бар-Эбрей сообщил, что набег на Бердаа состоялся «в том же году, когда воцарился Мустакфи, сын Муктафи [халиф аббасидской династии]» то есть в 944/945. Ибн Мискавейх оставил очень подробное описание этих событий со слов их непосредственных участников, в том числе Марзубана, который сам сражался с русами.
Основной целью похода русов стал богатый город Бердаа, бывшая столица Кавказской Албании, расположенный на притоке Куры на территории современного Азербайджана и находившийся под властью дейлемской династии. Пришли русы по Куре со стороны Каспия и было их не более 3 тысяч, согласно армянскому историку X века Мовсесу Каганкатваци. Источники не сообщают, откуда пришли русы, впервые виденные в тех краях. В этом походе на стороне русов участвовали аланы и лезгины.
Навстречу русам к Куре вышел небольшой гарнизон Бердаа из примерно 600 воинов и наспех собранное пятитысячное ополчение местных жителей:

Были они (добровольцы) беспечны, не знали силы их (Русов) и считали их на одном уровне с армянами и ромейцами. После того, как они начали сражение, не прошло и часу, как Русы пошли на них сокрушающей атакой. Побежало регулярное войско, а вслед за ним все добровольцы и остальное войско, кроме Дейлемитов. Поистине, они устояли некоторое время, однако все были перебиты, кроме тех среди них, кто был верхом. (Русы) преследовали бегущих до города (Бердаа). Убежали все, у кого было вьючное животное, которое могло увезти его, как военные, так и гражданские люди и оставили город. Вступили в него Русы и овладели им.

Дейлемиты (300 человек) сражались упорно, но были все перебиты за исключением немногих верховых. Преследуя бегущих, русы ворвались в Бердаа.

## Русы в Бердаа
В отличие от прежних набегов на Каспии, в этот раз русы не стали грабить город, а заявили местным жителям, что гарантируют безопасность и свободу вероисповедания, если те будут им подчиняться: «Нет между нами и вами разногласия в вере. Единственно чего мы желаем, это власти. На нас лежит обязанность хорошо относиться к вам, а на вас — хорошо повиноваться нам». Историки рассматривают такие действия как свидетельство намерений русов захватить земли для поселения в Бердаа с последующим созданием собственного удельного государства. Смешанное по национальности и вероисповеданию население раскололось. Сочувствующие нашлись только среди знати, основная часть городских низов, исповедующих ислам, подчиняться отказалась. По рассказу Ибн Мискавейха жители агрессивно относились к захватчикам, бросая в тылу в русов камни, когда те выходили из города и отбивали вылазки мусульманских воинских отрядов из окрестных земель.
Спустя некоторое время русы приказали черни покинуть город, дав на сборы 3 дня. Уйти решили немногие, которые владели вьючными животными и могли вывезти жён и детей. По истечении срока на четвёртый день русы устроили резню в городе, захватив при этом 10 тысяч мужчин и женщин и согнав их в крепость. Бар-Эбрей сообщает о 20 тысяч погибших жителях. Мужчинам предложили выкупить себя за 20 дирхемов. Такая же сумма (20 золотых монет) в качестве выкупа за пленного содержится в русско-византийском договоре 912 года, заключённого Вещим Олегом.
Некоторые согласились таким образом обрести свободу. Русы, не обращая внимания на уговор, отбирали у пленника всё имущество, а взамен выдавали «кусок глины с печатью, которая была ему гарантией от других». Большинство не согласилось на выкуп (или же не имели средств) и были перебиты, за исключением немногих, сумевших убежать по канаве с водой. Женщин русы оставили себе для «прелюбодейства».
После того,  как размеры бедствия стали большими, и мусульмане в различных странах прослышали о нем, они обратились к военному призыву. Правитель Азербайджана и Аррана Марзубан собрал со всех окрестных земель армию добровольцев в 30 тысяч, с которой подступил к городу. Однако, несмотря на численное превосходство, во всех боях терпел поражение, пока не прибегнул к военной хитрости. Во время ночной атаки Марзубан увлёк за собой преследовавших русов ложным отступлением, пока не навёл тех на засаду. В том бою погибло, по словам самого Марзубана, 700 русов вместе с их предводителем. Оставшиеся в живых ушли в крепость, где они поселились и куда свезли в большом количестве пищу и много запасок. Там они поместили своих пленников и свое имущество.
Однако вскоре Марзубан с войском был вынужден уйти в Сирию, где против него выступили мятежники. Для продолжения осады Бердаа он оставил 4 тысячи воинов.

## Отступление русов
Размер боевых потерь русов неизвестен. Ибн-Мискавейх сообщает, что войска Марзубана не прекращали войны с русами и осады до тех пор, пока последние не были окончательно утомлены. Настоящим бедствием для русов стала эпидемия желудочного заболевания, возможно дизентерии, поскольку Ибн Мискавейх связывает болезни и высокую смертность в стане русов с большим количеством плодов, потреблявшихся русами.
Армянский историк Мовсес Каганкатваци, который, возможно, был свидетелем набега, сообщает о 6 месяцах, проведённых русами в Бердаа. Арабский географ начала XIII века Якут ибн Аблаллах упоминает о пребывании русов в Бердаа в течение года. Когда ряды русов поредели, однажды под покровом ночи они покинули город, взвалив всю добычу, какую смогли унести, на плечи. С собою русы угнали часть женщин и юношей. Достигнув своего лагеря на Куре, где наготове ждали их судна с 300 матросами-русами, на которых они приехали, и поделившись с ними частью своей добычи, русы сели на корабли и уплыли в неизвестном для наблюдателей направлении.  Как писал Ибн-Мискавейх: «Бог спас мусульман от дела их».
Все источники о набеге русов на Бердаа не упоминают, чтобы русы во время этого похода захватывали какие-нибудь другие города в регионе.

## Русы в историях местных жителей
Ибн Мискавейх оставил ценные наблюдения за нравами и обычаями русов 1-й половины X века:

«Не прекращали войска Марзубана войны с Русами и осады до тех пор, пока последние не были окончательно утомлены. Случилось, что и эпидемия усилилась. Когда умирал один из них, хоронили его, а вместе с ним его оружие, платье и орудия, и жену или кого-нибудь другого из женщин, и слугу, его если он любил его, согласно их обычаю..<…>»«Слышал я от людей, которые были свидетелями этих Русов, удивительные рассказы о храбрости их и о пренебрежительном их отношении к собранным против них мусульманам.

Один из этих рассказов был распространён в этой местности, я слышал от многих, что пять людей Русов собрались в одном из садов Бердаа; среди них был безбородый юноша, чистый лицом, сын одного из их начальников, а с ними несколько женщин-пленниц. Узнав об их присутствии, мусульмане окружили сад. Собралось большое число дейлемитов и других, чтобы сразиться с этими пятью людьми.
Они старались получить хотя бы одного пленного из них, но не было к нему подступа, ибо не сдавался ни один из них. И до тех пор не могли они быть убиты, пока не убили в несколько раз большее число мусульман.

Безбородый юноша был последним, оставшимся в живых. Когда он заметил, что будет взят в плен, он влез на дерево, которое было близко от него, и наносил сам себе удары кинжалом своим в смертельные места до тех пор, пока не упал мёртвым.»

Классик персидской поэзии Низами Гянджеви проживал в Гяндже, недалеко от Бердаа. В сказочной поэме «Искандер-наме» (около 1203 г.) про деяния Искандера (имя Александра Македонского на Востоке) он сделал русов сильнейшими противниками Искандера:

«Рус, жадный к битвам, […] пустился в море и на палубах своих судов совершил вторжение [… ] Этот народ опустошил всю территорию Бердаа […] Это не что иное, как разбойники, подобные волкам и львам. Они никогда не предаются веселию пиров […] Они овладевают странами и покоряют города…»

О событии также упоминает армянский летописец Мовсес Каланкатуаци в своем повествовании «История страны Алуанк».